# Tapará
Tapará, ou Vila Tapará, é uma comunidade do município de Porto de Moz, estado do Pará, no Brasil. Dista da sede do município cerca de 15 quilômetros. É formado por entorno de 180 famílias com renda per capita de até 240 reais.

## História
Em 1904, Tapará era uma das circunscrições do primeiro distrito da recém criada comarca do Xingu, com sede em Porto de Moz. No mesmo ano, pela lei municipal nº 12, de 31 de dezembro de 1904, é criado o distrito de Tapará, e anexado ao município de Porto de Moz. Em divisão administrativa datada de 1911, Tapará é um dos cinco distritos de Porto de Moz, juntamente com Porto de Moz, Vilarinho do Monte, Veiros e Pombal. Em 1937, em divisão territorial datada de 31 de dezembro desse ano, Tapará ainda surge como distrito de Porto de Moz, mas o decreto lei estadual nº 2972, de 31 de março de 1938, viria a extinguir aquele distrito, anexando o seu território ao distrito sede de Porto de Moz. O território seria posteriormente desanexado do distrito sede, e integrado no de Vilarinho do Monte.
Em 2021 foi considerada a maior comunidade rural do município de Porto de Moz, com mais de 1000 habitantes ( entre adultos e crianças), possui energia elétrica 24 horas e rede de internet, além uma estrutura básica para os moradores, como escolas e posto de saúde.